# عمر علی حسب الرسول
عمر علی حسب الرسول (انگلیسی: Omar Ali Hasab El-Rasoul؛ زادهٔ ۱۹۴۵ (۷۹–۸۰ سال)) بازیکن فوتبال بود.
وی به‌همراه تیم ملی فوتبال سودان در بازی‌های المپیک تابستانی ۱۹۷۲ شرکت کرده‌است.